# Episodi di Joséphine, ange gardien (diciassettesima stagione)
La diciassettesima stagione della serie televisiva Joséphine, ange gardien è stata trasmessa in Francia tra il 2016 e il 2017 e in Italia nel 2017.

## Episodio 80: Il segreto di Gabrielle
- Titolo originale: '
- Diretto da:
- Scritto da:

### Trama
Joséphine deve aiutare Gabrielle, una donna d'affari convinta che il figlio sia nato morto 53 anni prima. Gabrielle infatti all'età di 16 anni, rifiutata dai genitori per vergogna come spesso accadeva all'epoca, aveva partorito in un centro per ragazze madri, una specie di collegio la cui direttrice, persona dalla dubbia moralità, educava le ragazze in modo estremamente severo e, dopo il parto, con la complicità di un medico corrotto, vendeva i figli al miglior offerente. A Joséphine non resta che andare nel 1962 e, nel ruolo di sorvegliante, capire come sono andare realmente le cose ma soprattutto riuscire a scoprire se Dominique, il figlio di Gabrielle, è ancora vivo. 
La Special Guest Star è l'attrice Brigitte Fossey

## Episodio 81: Mamma all'improvviso
- Titolo originale: '
- Diretto da:
- Scritto da:

### Trama
Joséphine arriva in un'agenzia di organizzazione di eventi per aiutare Zoe, wedding planner appena assunta, a pianificare il matrimonio del famoso cantante Stan con la volubile attrice Jessica. Alle difficoltà del lavoro si aggiunge una sentenza del giudice con la quale la ragazza viene designata affidataria delle due figlie della sorella, scomparsa tre mesi prima. La nonna delle due ragazze non ha fiducia nella figlia, secondo lei troppo disorganizzata e piena di impegni per occuparsi a dovere delle due nipoti, ognuna con i suoi piccoli grandi problemi esistenziali. Riuscirà Zoe a guadagnarsi la fiducia di sua madre, l'affetto delle nipotine e a preparare il matrimonio dei sogni alle due star? Con un'assistente come Joséphine tutto è possibile. 
Zoe è interpretata dalla famosa attrice Emilie Caen, mentre la nonna è interpretata da Arièle Semenoff

## Episodio 82: Tra fiabe e realtà
- Titolo originale: '
- Diretto da:
- Scritto da:

### Trama
Joséphine sembra aver scoperto la propria professione ideale: guardia notturna nel più grande negozio di giocattoli di Parigi. Durante la prima notte incontra Sandra, una giovane madre single e analfabeta che, ritrovatasi senza un tetto, dorme con la figlia nel negozio di giocattoli dove lavora. La giovane, data la sua incapacità a leggere e scrivere, ha grosse difficoltà sia a trovare una sistemazione che nella vita quotidiana e teme che l'assistente sociale possa allontanarla dalla sua adorata bambina. Per lei, Sandra, dotata di grande immaginazione e con una predisposizione naturale verso i bambini, inventa favole bellissime e questa sua qualità viene notata dal direttore del negozio che vorrebbe creare uno spazio per fare dei laboratori per i suoi piccoli clienti (proprio su suggerimento di Sandra e Joséphine) ma uno sfortunato incidente all'interno del negozio mette l'uomo nelle condizioni di doverla licenziare. Comincerà cosi per Sandra e Joséphine un'avventura fatta di bugie, sotterfugi, fughe e ritorni, sorprese e spaventi, con la collaborazione anche di un timido collega innamorato e di una dolce nonnina. Riuscirà Sandra a trovare finalmente un equilibrio e a prendere in mano la sua vita?

## Episodio 83: Un cuore grande
- Titolo originale: '
- Diretto da:
- Scritto da:

### Trama
Charline, madre, moglie e avvocato, è abituata a gestire da sola i problemi della propria famiglia e del lavoro, è sempre presente e sempre disponibile per tutti mettendo da parte le proprie esigenze. Il marito, Marc, è un fervente difensore degli animali ma tende a "vivere un po' nel suo mondo" pur amando la moglie non si rende conto di lasciare tutte le incombenze sulle sue spalle, mentre le loro due figlie adolescenti, le gemelle Roxane e Justine, hanno un comportamento difficile da gestire a causa dei continui litigi dovuti alle differenze di carattere. Tutti sono abituati al fatto che Charline pensa a tutto ma le cose stanno per cambiare, dopo che la donna riceve una chiamata urgente dal proprio medico. Joséphine la aiuterà a lasciarsi aiutare.

## Episodio 84: Due famiglie
- Titolo originale: '
- Diretto da:
- Scritto da:

### Trama
Melanie è un'adolescente dislessica che sta rimanendo indietro con le lezioni a scuola. Quando scopre di essere stata adottata, le sue certezze crollano. La ragazza vuole conoscere le sue origini, riesce a scoprire dove abita la sua mamma biologica e qui scopre di avere un fratello musicista. Lei, molto brava con le parole, lo avvicina con l'idea di scrivere un testo musicale e i due diventano amici. Dopo un incontro fugace con la madre biologica che la riconosce subito, la donna, inizialmente riluttante, decide di raccontare tutto in famiglia e di accogliere nella sua vita la figlia perduta. Non tutti però sono felici di questa scelta: il fratello si sente tradito e i genitori adottivi hanno paura di perdere l'affetto della loro adorata figlia. Per fortuna c'è Joséphine, pronta ad aiutare Melanie e le sue due famiglie, ad affrontare in modo positivo e costruttivo le nuove dinamiche che inevitabilmente faranno parte della loro vita da quel momento in poi. La ragazza cosi finalmente potrà capire tante cose della sua vita e, con l'aiuto della mamma biologica, anch'essa dislessica, riuscirà a superare anche questa difficoltà.